# Ceri Sherlock
Ceri Sherlock est un réalisateur, scénariste et producteur gallois né à Llanelli. Il fait ses études à Ysgol Dewi Sant, Llandovery College et au King's College de Londres. Par la suite, il parvient à intégrer l'Université de Californie à Los Angeles.

Il travailla tout d'abord au théâtre en tant que metteur en scène à l'Opéra national écossais.

Son film Branwen (1994), tourné en langue galloise, gagna un prix du meilleur film au Festival du Film Celtique.

Depuis 2006, il travaille à la BBC. 

## Filmographie

### comme réalisateur
- 1993 : Dafydd (TV)
- 1994 : Branwen
- 1997 : Cameleon

### comme scénariste
- 1994 : Branwen

### comme producteur
- 2006 : Strictly Male Voice (TV)
- 2007 : The Art of Tommy Cooper (TV)
- 2008 : Katherine Jenkins: A Girl from Neath  (TV)
- 2008 : Katherine Jenkins: Intimate & Romantic (TV)

## Récompenses et nominations

### Nominations
- Festival du Film Celtique
  - Branwen (1994): Prix du Meilleur Film